# ジ(プロピレングリコール)メチルエーテル
ジ(プロピレングリコール)メチルエーテル（英語: di(propylene glycol) methyl ether）は、工業的・商業的に広く使われる有機溶媒である。プロピレングリコールメチルエーテルや他のグリコールエーテルの揮発性の低い代替品として使用されている。市販品は4種の異性体の混合物である。